# فصة نجمية
الفصة النجمية نوع نباتي يتبع جنس الفصة من الفصيلة البقولية. اسمها العلمي (باللاتينية: Medicago astroites).

## الموئل والانتشار
موطنها بلاد الشام وتركيا.

## مرادفات للاسم العلمي
- (باللاتينية: Trigonella astroites Fisch. & C. A. Mey.)